# 海华沙冰川
海华沙冰川是格陵兰岛西北部的冰川，靠近因格菲地。它于1922年由劳格·科赫绘制，他注意到冰川舌延伸到阿利达湖（靠近福克峡湾）。2018年，由于在该地区冰盖表面下发现了一个撞击坑，海华沙冰川引起了人们的注意。1952年的一份出版物指出，海华沙冰川自1920年以来一直在退缩。

## 可能的撞击构造

海华沙火山口区域的两个视图 - 一个被格陵兰冰盖覆盖，另一个显示冰盖下方岩石的地形，包括撞击坑

2018年11月，一项研究显示，在希瓦塔冰川地区的格陵兰岛冰原下存在一个大型(31 [19英里])的圆形凹陷，最高可达冰面以下一千米。它还没有被测定，其发现者只能肯定地说，该结构比该地区19.85至17.40亿年的古近代基岩要年轻。一些证据表明，如果它与撞击有关，它是在300万年前格陵兰岛被冰层覆盖后形成的。关于这一发现的新闻报道包括推测它可能只有12,000年； 这些断言是基于新仙女木事件的撞击假说。从海华沙冰川顶端的冰面上直接回收的大小约为2厘米（0.79英寸）的木炭碎，其中的冰川冲刷物被解释为撞击融化物或受冲击的变质岩，这些碎片的距今的年龄大于43,500年。这一结果被解释为“热降解”的影响；真实年龄估计为三百万到两百四十万年。
根据撞击物理学家马克·博斯劳为《怀疑探索者杂志》撰写的文章，科学记者保罗·沃森发布的第一批关于撞击的报道集中在这是一个年轻的陨石坑，据博斯劳称，它“这为接下来几乎所有的媒体报道定了基调”。博斯劳推测，一旦对陨石坑进行钻探和研究，“它将被证明是更古老的”。并且这个重要的发现“由于与一个广为流传的假说和没有通过同行评审的猜测有关而受到影响”。
根据对底层岩石结晶性质的解释，以及对从撞击坑冲刷出来的沉积物的化学分析，人们认为撞击物是一颗金属小行星，直径约为1.5（0.9英里） 。大约20立方（4.8立方英里）的岩石会被蒸发或熔化。这样的撞击会使流入撞击坑的冰块在撞击后的一个尚未确定的时期内继续融化。如果该陨石坑的撞击源得到确认，它将成为地球上已知的25个最大的撞击坑之一。
无论其确切年龄如何，根据海华沙撞击坑的大小，这次撞击很可能对北半球乃至全球的环境产生了重大影响。
美国宇航局的一位冰川学家于2019年2月在格陵兰岛西北部发现了可能被埋在冰下的第二个撞击坑。虽然在格陵兰岛西北部新发现的撞击点相距仅183公里，但目前看来它们并不是同时形成的。如果宽度超过35公里的第二个撞击坑最终被确认是陨石撞击的结果，它将成为地球上发现的第22大撞击坑。

## 约克角陨石

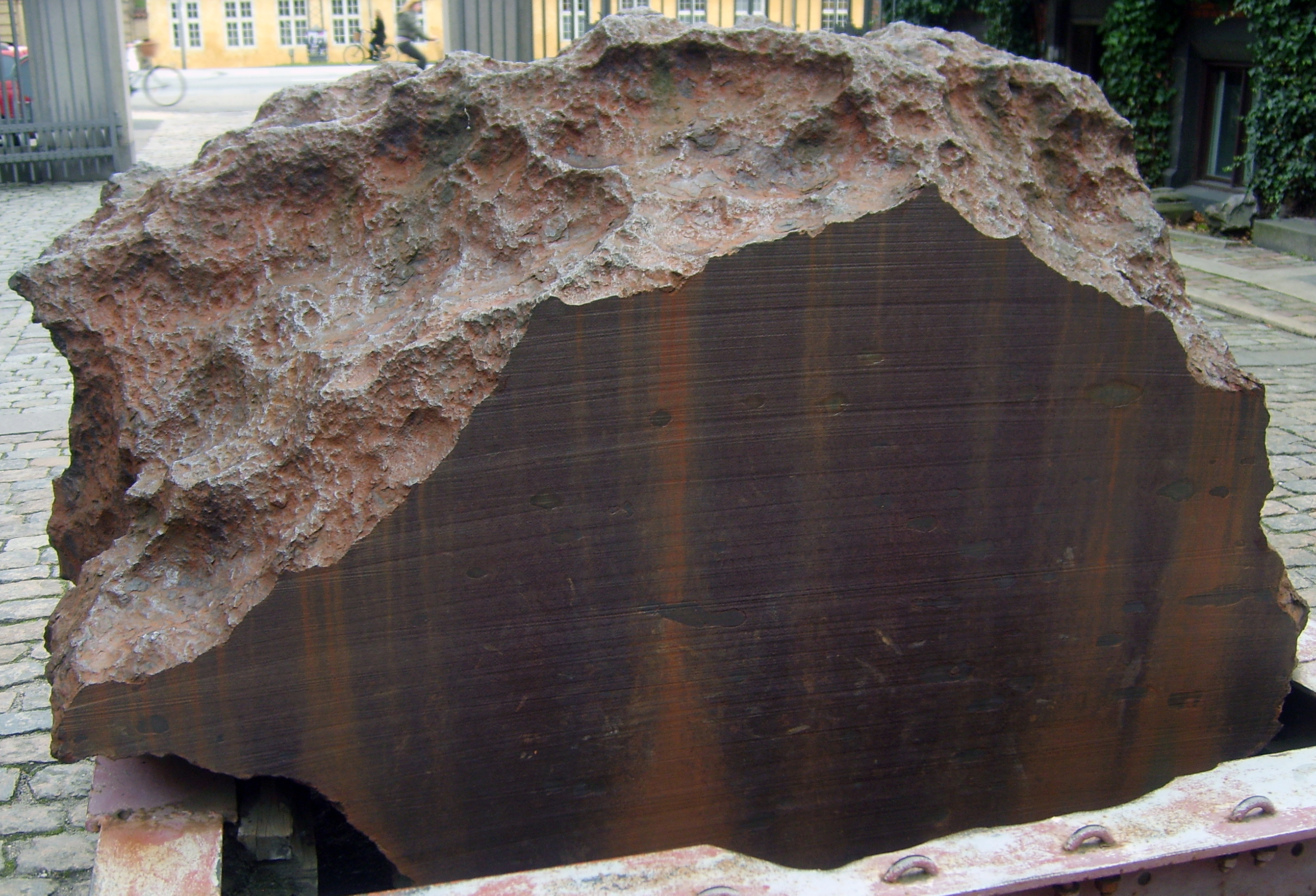
哥本哈根大学地质博物馆外的Agpalilik陨石

在撞击坑被发现之前，因纽特人已经在该地区发现了铁陨石。 1957年，一位美国测量员发现了一块48（106英磅）的陨石，1963年，Vagn F. Buchwald在格陵兰西北部Thule区的Agpalilik半岛Moltke冰川附近的冰原岛峰上发现了20吨重的Agpalilik陨石（约克角陨石的碎片）。 
有人认为，约克角陨石是造成海华沙撞击坑的主要物体的一部分。对海华沙撞击的年龄的估计（仍在研究中）以及其他指标表明，该陨石坑可能与新仙女木撞击假说有关。然而，在确定撞击年龄之前，海华沙撞击与新仙女木事件之间的联系仍然是一种建议。然而，如果正确的话，它的相关喷射物会散布到智利南部的皮劳科巴霍。确定海华沙撞击坑的日期，需要在撞击坑上方的冰盖中钻探将近1 km（3,300英尺），以获取可测定日期的、凝固的撞击熔体样本。